# Leichtathletik-Weltmeisterschaften 2023/Zehnkampf der Männer

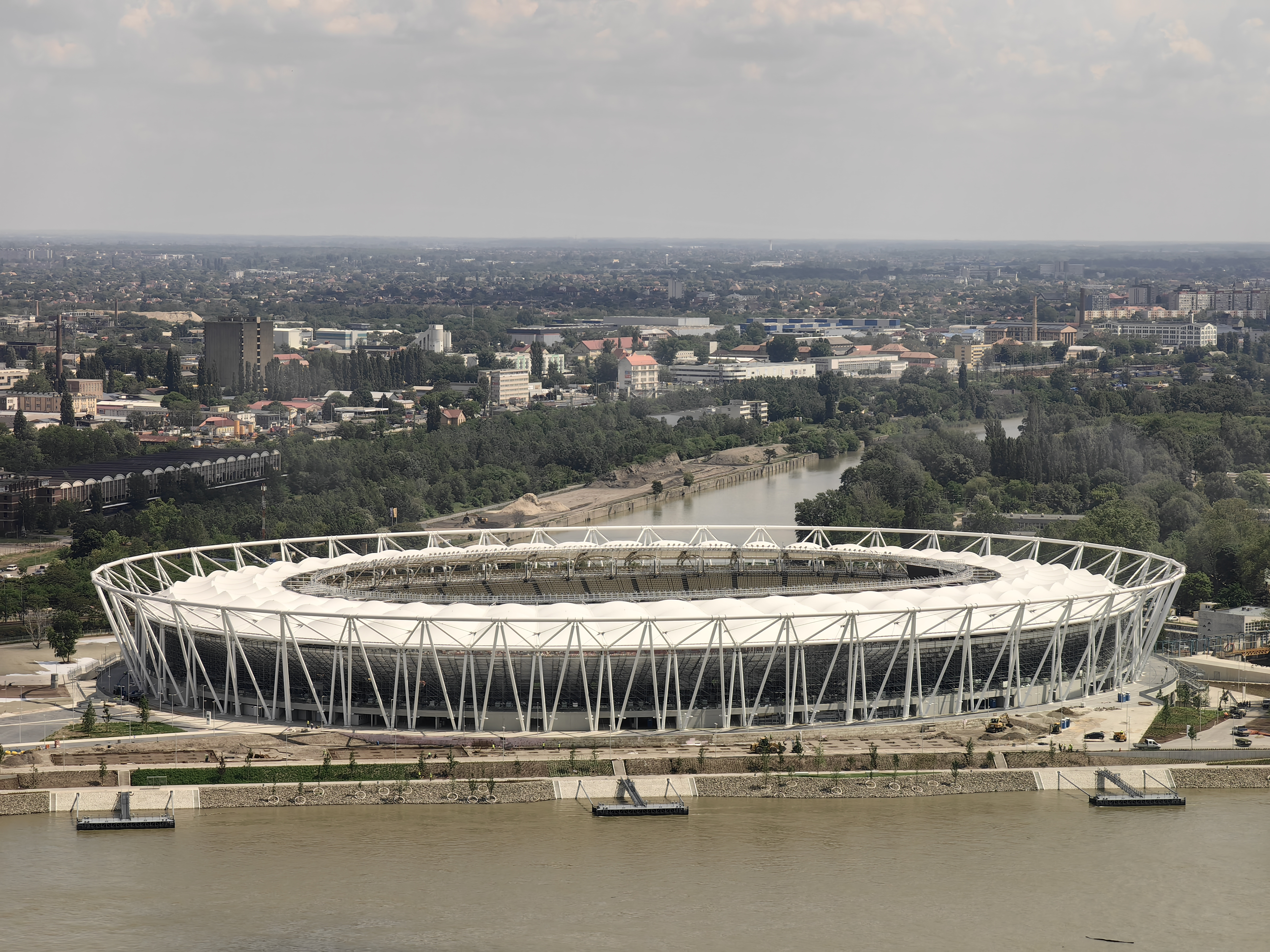
Nemzeti Atlétikai Központ im Mai 2023

Der Zehnkampf der Männer bei den Leichtathletik-Weltmeisterschaften 2023 fand am 25. und 26. August 2023 im Stadion Nemzeti Atlétikai Központ der ungarischen Hauptstadt Budapest statt.
24 Athleten aus 14 Ländern nahmen teil.
Weltmeister wurde der Kanadier Pierce LePage. Er gewann vor seinem Landsmann Damian Warner. Bronze ging an Lindon Victor aus Grenada.

## Rekorde

### Bestehende Rekorde
| Weltrekord               | Kevin Mayer  | 9126 Punkte | Décastar, Talence, Frankreich  | 15./16. September 2018 |
| Weltmeisterschaftsrekord | Ashton Eaton | 9045 Punkte | WM Peking, Volksrepublik China | 28./29. August 2015    |

Der bestehende Championshiprekord (CR) wurde bei diesen Weltmeisterschaften nicht erreicht. Die höchste Punktzahl erzielte der kanadische Weltmeister Pierce LePage mit 8909 P, womit er 136 P unter dem Rekord blieb. Zum Weltrekord fehlten ihm 217 P. Mit seiner Punktzahl erzielte Pierce LePage eine neue Weltjahresbestleistung.

### Rekordverbesserung
Im Wettkampf am 25. und 26. August wurde ein neuer Landesrekord aufgestellt:

8756 P – Lindon Victor, Grenada

## Durchführung
Die zehn Disziplinen fanden auf zwei Tage verteilt statt.
| Zeitplan          | Zeitplan          | Zeitplan             | Zeitplan                              |
| Tag 1: 25. August | Tag 1: 25. August | Tag 2: 26. August    | Tag 2: 26. August                     |
| ----------------- | ----------------- | -------------------- | ------------------------------------- |
| 100-Meter-Lauf    | 10:05 Uhr         | 100-Meter-Hürdenlauf | 10:05 Uhr                             |
| Weitsprung        | 10:55 Uhr         | Diskuswurf           | 11:00 Uhr Gruppe A 11:55 Uhr Gruppe B |
| Kugelstoßen       | 12:20 Uhr         | Stabhochsprung       | 12:40 Uhr Gruppe A 13:30 Uhr Gruppe B |
| Hochsprung        | 18:30 Uhr         | Speerwurf            | 19:05 Uhr Gruppe A 20:10 Uhr Gruppe B |
| 400-Meter-Lauf    | 21:08 Uhr         | 1500-Meter-Lauf      | 21:25 Uhr                             |

Gewertet wurde nach der Punktetabelle von 1985.

## Legende
Kurze Übersicht zur Bedeutung der Symbolik – so üblicherweise auch in sonstigen Veröffentlichungen verwendet:
- NR: nationaler Rekord
- WL: Weltjahresbestleistung
- DNS: nicht am Start (did not start)
- DNF: Wettkampf nicht beendet (did not finish)
- NM: ohne gültigen Versuch nicht in der Wertung (no measure)

## Ergebnis

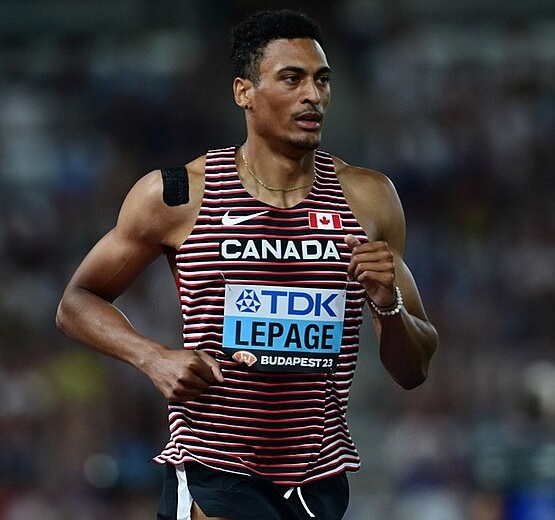
Pierce LePage – Weltmeister mit Weltjahresbestleistung

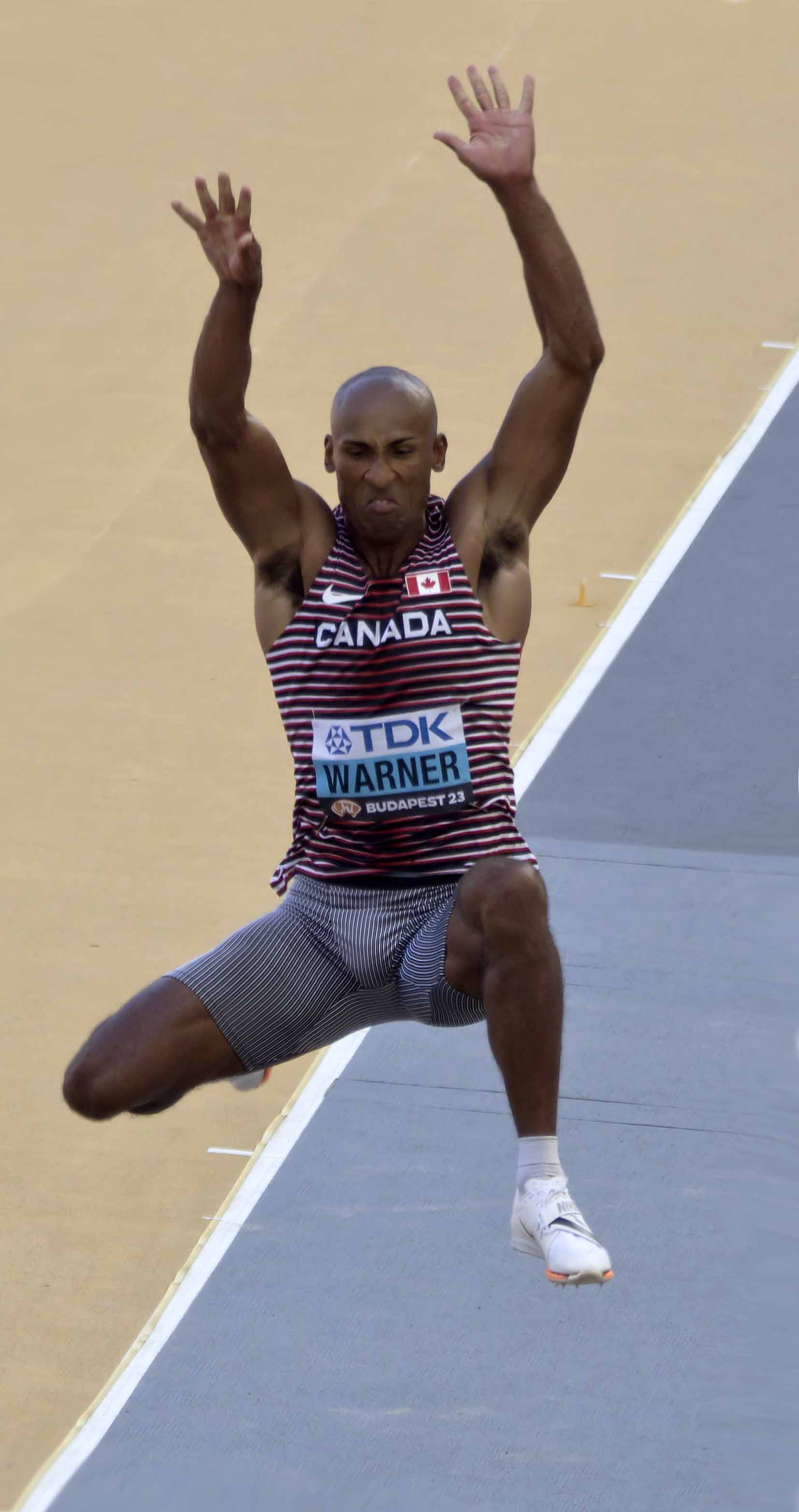
Für den aktuellen Olympiasieger Damian Warner gab es Silber

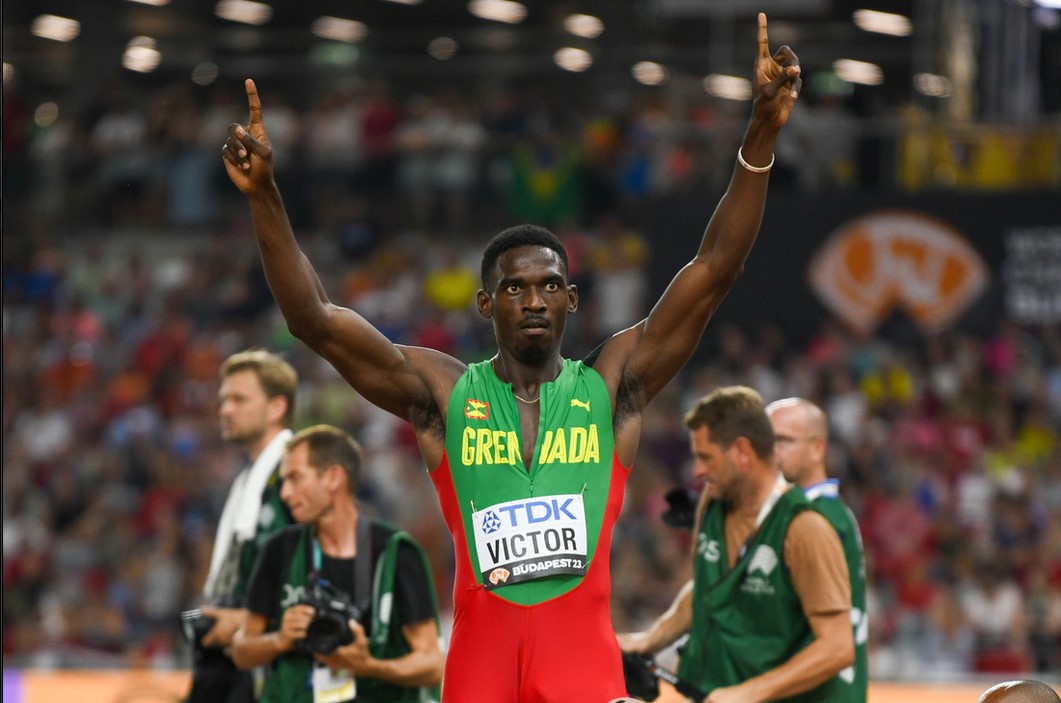
Lindon Victor errang Bronze mit neuem grenadischen Landesrekord

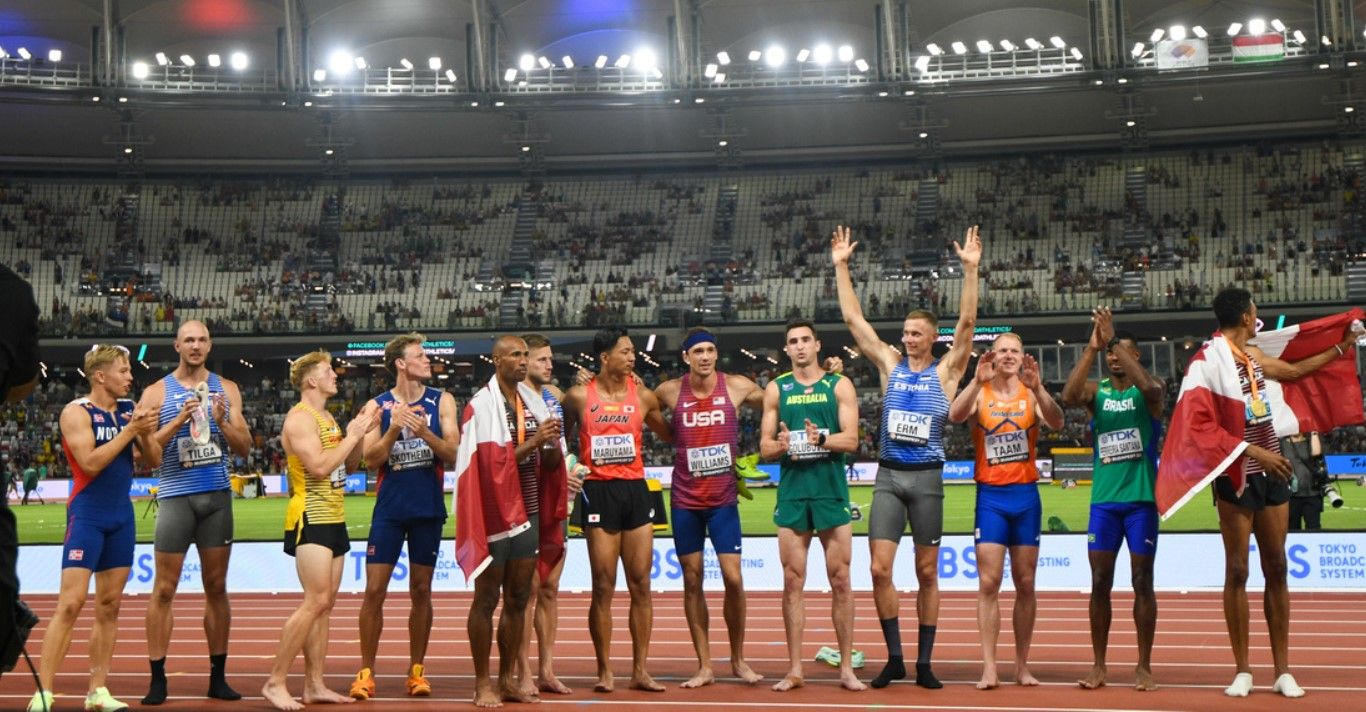
Die Zehnkämpfer am Ende ihres Wettkampfs

25./26. August 2023
| Platz | Name                | Nation      | Punkte  | 100 m          | Weit- sprung  | Kugel- stoßen | Hoch- sprung | 400 m         | Stand n. Tag 1 (P) | 110 m Hürden   | Diskus- wurf  | Stabhoch- sprung | Speer- wurf   | 1500 m            |
| 1     | Pierce LePage       | Kanada      | 8909 WL | 10,45 s 987 P  | 7,59 m 957 P  | 15,81 m 840 P | 2,08 m 878 P | 47,21 s 948 P | 4610               | 13,77 s 1004 P | 50,98 m 891 P | 5,20 m 972 P     | 60,90 m 751 P | 4:39,88 min 681 P |
| 2     | Damian Warner       | Kanada      | 8804000 | 10,32 s 1018 P | 7,77 m 1002 P | 15,03 m 792 P | 2,05 m 850 P | 47,86 s 916 P | 4578               | 13,67 s 1018 P | 45,82 m 784 P | 4,90 m 880 P     | 63,09 m 784 P | 4:27,73 min 760 P |
| 3     | Lindon Victor       | Grenada     | 8756 NR | 10,60 s 952 P  | 7,55 m 947 P  | 15,94 m 848 P | 2,02 m 822 P | 48,05 s 907 P | 4476               | 14,47 s 915 P  | 54,97 m 974 P | 4,80 m 849 P     | 68,05 m 860 P | 4:39,67 min 682 P |
| 4     | Karel Tilga         | Estland     | 8681000 | 10,84 s 897 P  | 7,58 m 955 P  | 15,75 m 836 P | 2,05 m 850 P | 48,58 s 881 P | 4419               | 14,68 s 889 P  | 50,57 m 882 P | 4,80 m 849 P     | 66,42 m 835 P | 4:20,73 min 807 P |
| 5     | Leo Neugebauer      | Deutschland | 8645000 | 10,69 s 931 P  | 8,00 m 1061 P | 17,04 m 916 P | 2,02 m 822 P | 47,99 s 910 P | 4640               | 14,75 s 880 P  | 47,63 m 821 P | 5,10 m 941 P     | 57,95 m 707 P | 4:43,93 min 656 P |
| 6     | Janek Õiglane       | Estland     | 8524000 | 10,94 s 874 P  | 7,47 m 927 P  | 15,08 m 795 P | 2,02 m 822 P | 48,41 s 889 P | 4307               | 14,51 s 910 P  | 40,85 m 682 P | 5,10 m 941 P     | 70,45 m 896 P | 4:23,43 min 788 P |
| 7     | Harrison Williams   | USA         | 8500000 | 10,74 s 919 P  | 7,49 m 932 P  | 15,28 m 807 P | 1,93 m 740 P | 46,52 s 982 P | 4380               | 14,33 s 932 P  | 43,39 m 734 P | 5,30 m 1004 P    | 54,60 m 657 P | 4:22,69 min 793 P |
| 8     | Markus Rooth        | Norwegen    | 8491000 | 10,84 s 897 P  | 7,62 m 965 P  | 13,22 m 681 P | 2,02 m 822 P | 48,27 s 896 P | 4261               | 14,47 s 915 P  | 48,78 m 845 P | 5,10 m 941 P     | 64,84 m 811 P | 4:34,11 min 718 P |
| 9     | Johannes Erm        | Estland     | 8484000 | 10,69 s 931 P  | 7,72 m 990 P  | 15,38 m 813 P | 1,93 m 740 P | 47,05 s 956 P | 4430               | 14,90 s 862 P  | 45,09 m 769 P | 4,90 m 880 P     | 60,56 m 746 P | 4:22,19 min 797 P |
| 10    | Sander Skotheim     | Norwegen    | 8263000 | 10,89 s 885 P  | 7,80 m 1010 P | 13,35 m 689 P | 2,11 m 906 P | 48,48 s 886 P | 4376               | 14,96 s 854 P  | 39,07 m 646 P | 4,80 m 849 P     | 59,05 m 724 P | 4:19,64 min 814 P |
| 11    | Manuel Eitel        | Deutschland | 8191000 | 10,44 s 989 P  | 7,14 m 847 P  | 14,85 m 780 P | 1,99 m 794 P | 48,47 s 886 P | 4296               | 14,39 s 925 P  | 41,30 m 691 P | 4,70 m 819 P     | 60,12 m 740 P | 4:33,70 min 720 P |
| 12    | Daniel Golubovic    | Australien  | 8141000 | 11,10 s 838 P  | 7,09 m 835 P  | 15,14 m 798 P | 1,93 m 740 P | 49,87 s 821 P | 4032               | 14,18 s 951 P  | 48,47 m 839 P | 4,80 m 849 P     | 58,95 m 722 P | 4:29,51 min 748 P |
| 13    | Rik Taam            | Niederlande | 8098000 | 10,64 s 942 P  | 7,11 m 840 P  | 14,89 m 783 P | 1,84 m 661 P | 47,12 s 952 P | 4178               | 14,80 s 874 P  | 43,04 m 727 P | 4,70 m 819 P     | 57,96 m 707 P | 4:22,70 min 793 P |
| 14    | José Santana        | Brasilien   | 7935000 | 10,77 s 912 P  | 6,92 m 795 P  | 12,90 m 661 P | 1,93 m 740 P | 49,31 s 847 P | 3955               | 13,94 s 982 P  | 42,60 m 718 P | 4,80 m 849 P     | 69,19 m 877 P | 5:00,91 min 554 P |
| 15    | Yuma Maruyama       | Japan       | 7844000 | 10,90 s 883 P  | 7,00 m 814 P  | 13,40 m 692 P | 1,96 m 767 P | 50,75 s 780 P | 3936               | 14,18 s 951 P  | 41,56 m 696 P | 4,60 m 790 P     | 60,14 m 740 P | 4:32,01 min 731 P |
| DNF   | Ayden Owens-Delerme | Puerto Rico | 6148000 | 10,43 s 992 P  | 7,72 m 990 P  | 14,30 m 747 P | 1,90 m 714 P | 46,44 s 986 P | 4429               | 14,04 s 969 P  | 44,17 m 750 P | NM 000 P         | DNS           |                   |
| DNF   | Kyle Garland        | USA         | 6093000 | 10,59 s 954 P  | 7,54 m 945 P  | 14,44 m 755 P | 2,08 m 878 P | 49,24 s 850 P | 4382               | 13,93 s 984 P  | 43,07 m 727 P | NM 000 P         | DNS           |                   |
| DNF   | Marcus Nilsson      | Schweden    | 5442000 | 11,43 s 767 P  | 7,00 m 814 P  | 14,49 m 758 P | 1,93 m 740 P | 51,36 s 753 P | 3832               | 15,06 s 842 P  | 45,04 m 768 P | NM 000 P         | DNS           |                   |
| DNF   | Zach Ziemek         | USA         | 3529000 | 10,58 s 956 P  | 7,62 m 965 P  | 15,39 m 814 P | 1,99 m 794 P | DNS           | 3529               |                |               |                  |               |                   |
| DNF   | Niklas Kaul         | Deutschland | 3271000 | 11,20 s 817 P  | 7,16 m 852 P  | 14,85 m 780 P | 2,02 m 822 P | DNS           | 3271               |                |               |                  |               |                   |
| DNF   | Cedric Dubler       | Australien  | 3253000 | 10,82 s 901 P  | 7,40 m 910 P  | 12,68 m 648 P | 1,99 m 794 P | DNS           | 3253               |                |               |                  |               |                   |
| DNF   | Ashley Moloney      | Australien  | 2494000 | 10,60 s 952 P  | 6,98 m 809 P  | 14,08 m 733 P | DNS          |               | 2494               |                |               |                  |               |                   |
| DNF   | Larbi Bourrada      | Algerien    | 2326000 | 11,01 s 858 P  | 7,09 m 835 P  | 12,44 m 633 P | DNS          |               | 2326               |                |               |                  |               |                   |
| DNF   | Kevin Mayer         | Frankreich  | 1782000 | 10,79 s 908 P  | 7,25 m 874 P  | DNS           |              |               | 1782               |                |               |                  |               |                   |

## Videolinks
- Pierce Lepage is the decathlon world champion | World Athletics Championships Budapest 23, youtube.com, abgerufen am 14. September 2023
- Damian Warner off to a flying start in the decathlon | World Athletics Championships Budapest 23, youtube.com, abgerufen am 14. September 2023
- Neugebauer flies to 8.00m long jump in decathlon, youtube.com, abgerufen am 14. September 2023
- 1500m decathlon World Athletic Championship Budapest 2023, youtube.com, abgerufen am 14. September 2023